# SMS Königsberg (1905)
El SMS Königsberg fou un creuer lleuger de la marina de guerra de l'imperi Alemany (Kaiserliche Marine), famós pel seu creuer corsari per la costa oriental d'Àfrica i el Mar d'Aràbia, durant la I Guerra Mundial, en el qual enfonsà i capturà diversos vaixells aliats, abans de ser enfonsat al delta del Rufiji el juliol de 1915.

## Característiques
A partir de 1900, la Kaiserliche Marine havia començat a desenvolupar un tipus de creuer que pogués utilitzar-se tant com a exploradors, com a conductors de flotilles, en accions colonials o com a vaixells d'atac a línies comercials enemigues en cas de guerra i, per tant, amb una gran autonomia i capacitat d'actuar lluny de la metròpoli. Un dels primers exponents d'aquesta tendència (que donà excel·lents resultats fins al final de la I Guerra Mundial) fou la classe de creuers lleugers constituïda pel SMS Königsberg com a cap de sèrie i els seus bessons SMS Nürnberg, SMS Stuttgart i SMS Stettin.
Es tracta de vaixells molt similars, en estructura i armament, als futurs creuers de la classe Dreden (vegeu «SMS Emden»), però tractant-se d'unitats anteriors, eren una mica més petites i menys eficients pel que fa a combustible.

## Activitat

### El creuer per les costes africanes
En esclatar la I Guerra Mundial, el SMS Königsberg, comandat pel capità Max Looff, es trobava destacat a Dar es Salaam com a força de suport i defensa del territori colonial de l'Àfrica Oriental Alemanya. En aquells moments era el vaixell més poderós a la zona, superant clarament els vaixells britànics destinats a la colònia del Cap, més antics i que amb prou feines assolien els 21 nusos (contra els 24 del Königsberg). L'almirallat britànic, sabedor del perill que representava la presència del Königsberg per al comerç aliat, decidí enviar forces a trobar-lo i enfonsar-lo.
El 31 de juliol de 1914, el Königsberg salpà de Dar es Salaam i el dia 6 d'agost capturà el carboner britànic City of Winchester al golf d'Aden, que enfonsà 6 dies més tard. Els dies següents romangué a la zona del golf d'Aden, molt més al nord d'on el buscaven els vaixells britànics, centrats a la zona propera a l'Àfrica Oriental Alemanya i a les costes de Zanzíbar i Madagascar. Durant aquells dies el comandament britànic atribuí al Königsberg bona part dels enfonsaments que, en realitat, eren obra del SMS Emden, l'altre gran creuer corsari alemany dels primers mesos de la guerra.
Cap a finals de mes el Königsberg es dirigí cap a Madagascar i passà pel port de Majunga. Uns dies més tard, a primera hora del 20 de setembre, el Königsberg es presentà per sorpresa davant del port de Zanzíbar, on sorprengué el petit creuer britànic HMS Pegasus, que en aquell moment estava realitzant reparacions a les màquines. El Königsberg aconseguí enfonsar-lo ràpidament, però després Looff s'allunyà ràpidament del port, potser per temor a l'arribada d'unitats enemigues més potents. Nogensmenys, la decisió fou excessivament prudent, ja que amb poca estona el Königsberg podia haver enfonsat uns quants mercants aliats fondejats en aquell moment al port i, sobretot, l'estació radiotelegràfica.

### Les operacions al delta del Rufiji
Les autoritats aliades augmentaren els efectius per a la cerca del Königsberg, però aquest aconseguí ocultar-se i no fou fins uns mesos després que aconseguiren localitzar-lo, al delta del riu Rufiji. Després de l'assalt al port de Zanzíbar el Königsberg, acompanyat pel carboner Somali tenia inicialment la intenció de retornar a Alemanya, però la manca de carbó l'obligà a romandre a la zona, fins que una avaria a les màquines el feu buscar refugi a la desembocadura del Rufiji. Essent un riu navegable, el Königsberg s'hi havia adentrat, fins a remuntar unes quantes milles, mentre la tripulació es dedicà a fortificar els marges amb metralladores, artilleria i obstacles per als possibles perseguidors. Fou en aquest moment quan els britànics descobriren la situació del vaixell.
La força britànica concentrada al delta del Rufiji era considerable i incloïa, entre d'altres, el vell cuirassat Goliath i els creuers Chatham, Dartmouth i Weymouth. Nogensmenys, els britànics no podien arribar a la posició del Königsberg a causa del major calat dels seus vaixells i de les mesures defensives que havien instal·lat els alemanys. Per tant, decidiren bloquejar-li la sortida al mar enfonsant un vell mercant, el Newbridge a la desembocadura del Rufiji. En aquesta operació els defensors alemanys oposaren una forta resistència i, malgrat que al final els britànics aconseguiren enfonsar el Newbridge amb torpedes, el bloqueig de la desembocadura no resultà un èxit, ja que quedaven força zones per on el Königsberg podria sortir al mar.
Davant de la situació, els britànics, instal·lats en una provisional base d'operacions a la propera illa de Mafia, afegiren a la força de caça el transport d'hidroavions Laconia i, especialment, els monitors fluvials Severn i Mersey, que amb un calat de només 1,45 m, estaven dissenyats per a operacions fluvials i eren els únics vaixells britànics remuntar el Rufiji i arribar a apropar-se al Königsberg. Aquestes unitats, procedents de Malta, arribaren a la zona el 2 de juny, juntament amb homes i subministraments; el 6 de juliol realitzaren el primer intent d'eliminar el Königsberg: remuntaren el riu i, ajudats per l'observació dels hidroavions, començaren a atacar al vaixell alemany. El combat fou dur, el Königsberg rebé diversos impactes, però també els dos monitors britànics, que hagueren de retirar-se cap a la desembocadura. El dia 11 de juliol els britànics repetiren l'operació i aquesta vegada sí que aconseguiren enfonsar el Königsberg, després de quatre hores de combat.
L'amenaça del Königsberg per al comerç aliat havia desaparegut, però la tripulació pogué desmuntar els canons i altres equips útils i endinsar-se a la selva per unir-se a les tropes del general Paul von Lettow-Vorbeck, en aquells moments en plena campanya pel control de l'Àfrica Oriental Alemanya (vegeu «Teatre d'operacions de l'Àfrica oriental»).